# Мазо Сан Валентино (Тренто)
Мазо Сан Валентино је насеље у Италији у округу Тренто, региону Трентино-Јужни Тирол.
Према процени из 2011. у насељу је живело 32 становника. Насеље се налази на надморској висини од 199 м.